# Scratch
Scratch je programski jezik za djecu.
Scratch je dinamični vizualni programski jezik na kojem se može napraviti animacija (npr. igra, video). Na stranici Scratcha se od ožujka 2006. do veljače 2008. prijavilo oko 68.600 ljudi i učitalo se oko 73.300 animacija. Programski jezik je preveden na 12 jezika (češki, njemački, španjolski, francuski, talijanski, ...).  

## Vanjske poveznice
Scratch (engl.)